# Massimo Ciancimino
Massimo Ciancimino (Palermo, 16 febbraio 1963) è un imprenditore italiano.
Pregiudicato, agli arresti domiciliari, teste in vari processi di mafia, a sua volta egli stesso indagato per calunnia, concorso in associazione mafiosa, condannato in via definitiva per riciclaggio di denaro e per detenzione di esplosivi.

## Biografia
Figlio del politico democristiano Vito Ciancimino, legato alla cosca mafiosa di Salvatore Riina, e di Epifania Silvia Scardino (morta nel 2016), si è proposto come testimone di giustizia con un ruolo chiave nel panorama delle indagini avviate da Sergio Lari, Francesco Messineo e Giuseppe Quattrocchi, rispettivamente capi delle Procure di Caltanissetta, Palermo e Firenze, che indagano sulla stagione stragista condotta da Cosa Nostra tra il 1992 e il 1993. È sposato con Carlotta Messerotti e ha un figlio, Vito Andrea, nato nel 2004. Nell'aprile 2010 esce il libro, dal titolo Don Vito, scritto insieme al giornalista Francesco La Licata, già autore di libri su mafia e politica. La pubblicazione ha fatto molto discutere, suscitando anche le attenzioni delle Procure di Palermo e Caltanissetta che ne hanno acquisito copia nelle inchieste sull'ipotesi investigativa della cosiddetta trattativa Stato-mafia.

### Il mistero del papello
Nel febbraio del 2005, mentre era a Parigi, i carabinieri perquisirono la sua casa sul lungomare dell'Addaura. In quell'occasione, a detta di Ciancimino, non furono trovati il famoso papello con le richieste di Totò Riina allo Stato al tempo delle stragi del ’92 e altri documenti del padre da lui conservati.
L'ufficiale dei carabinieri che guidò l'operazione, il capitano Antonello Angeli, è indagato per favoreggiamento dalla Procura di Palermo.
Secondo Ciancimino, sul papello c'era un post-it giallo sul quale suo padre Vito aveva annotato di averlo consegnato personalmente al generale Mario Mori, oggi imputato di favoreggiamento e indagato per concorso in associazione mafiosa. Mori ha sempre negato di averlo mai visto. Ciancimino, nel luglio del 2009, ha detto che il papello era conservato in una cassaforte. Nel verbale di perquisizione non si fa alcun riferimento ad una cassaforte, mentre nel 2009 altri investigatori spediti nella stessa casa l'hanno vista e fotografata.
Angeli avrebbe chiamato il maresciallo Masi e gli avrebbe detto "di avere proceduto comunque a fare una fotocopia di detta documentazione, a mezzo di un suo fidato collaboratore, e di averli poi riposti nel luogo ove erano stati rinvenuti". Masi ha dichiarato ai pm che i militari avrebbero avuto l'ordine dal colonnello Sottili di lasciare il documento lì perché "si trattava di documenti già acquisiti". Nell'ottobre del 2009 inaspettatamente Ciancimino consegna ai pm di Palermo il papello contenente 40 documenti sulle richieste di Riina allo Stato e una lettera scritta dal padre dopo la Strage di via d'Amelio nella quale paragona la propria posizione a quella di Paolo Borsellino: entrambi vittime di traditori.
Il 20 ottobre, l'ex colonnello dei ROS, Mario Mori, imputato per favoreggiamento aggravato di Cosa nostra, ha dichiarato al tribunale di Palermo che non ci fu nessuna trattativa tra la mafia e lo Stato, e, in una intervista successiva, Mori ha smentito di aver mai ricevuto dalle mani di Massimo Ciancimino o di altri il presunto "papello", preannunciando azioni legali in merito. Anche il capitano "Ultimo" ha ritenuto non attendibili le dichiarazioni di Massimo Ciancimino sulla collaborazione tra Stato e mafia nella cattura di Provenzano, indicando nel figlio dell'ex sindaco di Palermo un "servo di Totò Riina". La Polizia Scientifica ha infine confermato l'autenticità del Papello, e di altri documenti, 55 in tutto, dichiarando la non autenticità di un altro documento, per il quale Ciancimino è ora indagato.

### Presunte minacce e intimidazioni
Ha vissuto sotto scorta, lontano da Palermo, a causa di diverse minacce, a suo dire subite, tra le quali, sempre a suo dire, un rudimentale pacco bomba che sarebbe stato recapitato nella sua abitazione palermitana, da due presunti finti uomini della Polizia di Stato. Nell'aprile 2010 denuncia di essere stato vittima di una intimidazione attraverso una busta contenente una lettera di minacce e cinque proiettili di kalashnikov, recapitata nella sua residenza di Bologna. Sostiene che il 12 novembre 2010 sarebbe stato nuovamente vittima di una intimidazione: sarebbe stata trovata una pistola nell'androne della sua abitazione in via Torrearsa a Palermo. 
Tuttavia, varie perplessità sussistono circa la veridicità di tali denunce e dichiarazioni. È stato infatti condannato per calunnia dal Tribunale Civile di Palermo per aver accusato ingiustamente un agente dei servizi segreti, la cui innocenza è stata dimostrata dalla Procura di Bologna e dalla Procura di Palermo. Peraltro, le differenti versioni fornite in vari procedimenti penali in ordine a vicende che lo hanno riguardato personalmente (tra cui le modalità con cui sarebbe venuto in possesso dell'esplosivo a causa del quale è stato in seguito condannato), e le intercettazioni telefoniche dalle quali emerge la sua volontà di usare la scorta che gli è stata assegnata come un lasciapassare per trasportare denaro per conto di esponenti della 'Ndrangheta ne hanno compromesso l'attendibilità.
Il tribunale di Bologna il 30 gennaio 2017 lo ha condannato in primo grado a tre anni e 6 mesi di reclusione per calunnia.

### Testimonianze contro Berlusconi e Dell'Utri
I pm di Palermo stanno facendo degli accertamenti che servirebbero a riscontrare le sue rivelazioni e la documentazione da lui consegnata ai magistrati circa presunti investimenti del padre nel complesso edilizio Milano 2, realizzato da Silvio Berlusconi. Ciancimino senior avrebbe riferito al figlio che nella realizzazione di Milano 2 sarebbero stati investiti soldi anche dagli imprenditori mafiosi Buscemi e Bonura. A fare da tramite tra Berlusconi, i costruttori palermitani e l'ex sindaco potrebbe essere stato Marcello Dell'Utri, senatore del PdL.

### Accuse di tangenti a politici
Nel 2009 accusa alcuni politici importanti di aver intascato tangenti: Totò Cuffaro (ex presidente della Regione siciliana), Saverio Romano (deputato dell'Udc e ministro nel 2011) per 100 000 euro, Salvatore Cintola (ex Assessore Regionale e senatore dell'Udc) e Carlo Vizzini (ex ministro e ora senatore del Pdl e membro della Commissione Parlamentare Antimafia) per 900 000 euro. Per questo risultano indagati della DDA di Palermo per concorso in corruzione aggravata dal favoreggiamento di Cosa Nostra. Le accuse, tuttavia, non hanno mai trovato riscontri.

### Processo Mori
Ritenuto attendibile dalla procura di Palermo, è chiamato a testimoniare per conto dell'accusa, al processo dove sono imputati il Generale Mario Mori ed il Colonnello Mauro Obinu. Nel gennaio 2010 sono stati depositati 23 verbali degli interrogatori a cui viene sottoposto Ciancimino tra il 4 aprile 2007 ed il 23 gennaio 2009 dove vengono descritti rapporti di forte connessione tra uomini dei servizi segreti e Cosa Nostra. Tuttavia, la credibilità di Massimo Ciancimino è stata successivamente messa fortemente in discussione, per ben due volte ed in differenti momenti (il 17 settembre 2009 ed il 5 marzo 2010), dalla Seconda Sezione Penale della Corte d'Appello di Palermo che ha giudicato le sue dichiarazioni su Marcello Dell'Utri “non connotate dai requisiti di specificità, utilità e rilevanza, emerge anzi una notevole contraddittorietà di Ciancimino su tutti i profili della vicenda”. Mori è stato comunque assolto.
Secondo l'ipotesi accusatoria della Procura di Palermo, il colonnello Mori avrebbe instaurato una trattativa con Provenzano attraverso l'ex sindaco Vito Ciancimino garantendogli la latitanza in cambio di giungere alla cattura di Totò Riina e quindi ad una sospensione della strategia stragista attuata all'epoca da Cosa nostra. Secondo Mori non ci sarebbe stata nessuna trattativa e nessuna promessa di ammorbidire il trattamento riservato ai mafiosi (cancellazione del carcere duro, revisione dei processi, riforma della legge sui collaboratori) ma solo un tentativo di attivare delle fonti confidenziali per arrivare ad arrestare i latitanti, in particolare Riina e Provenzano. A fare da cerniera tra gli ufficiali del ROS e Cosa nostra sarebbe stato proprio Vito Ciancimino e secondo suo figlio Massimo uno degli interlocutori del padre sarebbe stato Provenzano poiché riteneva che le stragi si sarebbero potute fermare solamente rendendo inoffensivo Riina. Provenzano, secondo Ciancimino jr, avrebbe poi contribuito alla cattura di Riina in cambio di una sostanziale impunità. Sempre Massimo Ciancimino raccontò di aver ricevuto personalmente da Provenzano una busta contenente alcune mappe con indicato il covo del boss e di averla consegnata al padre. Successivamente il capitano De Donno (ex ufficiale del ROS imputato al processo) lo avrebbe chiamato dal carcere e avrebbe passato suo padre che gli avrebbe detto di consegnargli le buste. 
Tuttavia questo impianto accusatorio non venne ritenuto verosimile ed infatti Mori (divenuto generale) e il colonnello Obinu, suo collaboratore, sono stati assolti in tutti e tre i gradi di giudizio dall'accusa di aver favorito la latitanza di Provenzano "perché il fatto non costituisce reato".

### Processo De Mauro e Scaglione
Il 22 ottobre 2010 al processo per la morte del giornalista Mauro De Mauro, avvenuta nel 1970, Ciancimino depone un verbale di sue dichiarazioni e un memoriale dattiloscritto del padre Vito, sui rapporti dello stesso ex sindaco mafioso con il procuratore della Repubblica Pietro Scaglione, assieme ad altri documenti riguardanti la strage di piazza Fontana e il golpe Borghese. Ciancimino afferma di avere appreso dal padre che De Mauro sarebbe stato ucciso su "input istituzionali", di apparati dello Stato. L'unico imputato del processo è il detenuto Totò Riina. All'udienza del 19 novembre depone un manoscritto del padre e dichiara che "Totò Riina venne più volte a casa mia in via Sciuti 85/R a Palermo" e che si trovò ad accompagnare il padre agli incontri di mafia. Il padre gli spiegò che "era rimasto molto sorpreso per l'omicidio Scaglione (datato 1971).
Secondo Ciancimino jr. Bernardo Provenzano avrebbe detto al padre: ""Chiedi ai tuoi amici romani, noi abbiamo solo eseguito degli ordini". Sempre secondo lui, il padre gli avrebbe raccontato che "Scaglione era stato ucciso perché aveva preso in mano l'indagine sull'omicidio De Mauro" e che "De Mauro aveva fatto inchieste su situazioni molto più grandi di lui". Con riferimento alle dichiarazioni di Massimo Ciancimino su Scaglione nell'ambito del processo De Mauro, i familiari hanno precisato che il Procuratore Pietro Scaglione fu magistrato “dotato di eccezionale capacità professionale e di assoluta onestà morale”, “di indiscusse doti morali e professionali”, “estraneo all'ambiente della mafia ed anzi persecutore spietato di essa” e che “tutta la rigorosa verità è emersa a positivo conforto della figura del magistrato ucciso” sia per quanto concerne la sua attività istituzionale, sia in relazione alla sua vita privata, compresi tutti i rapporti di conoscenza e di frequentazione, così come si legge testualmente nella motivazione della sentenza n. 319 del 1º luglio 1975 emessa dalla Corte di appello di Genova, sezione I penale passata in giudicato a seguito di conferma della Cassazione. Inoltre, i familiari hanno ricordato i procedimenti contro Vito Ciancimino intentati dal procuratore Scaglione prima di essere ucciso.

### Dichiarazioni sull'avvocato Amato
Ciancimino, il 18 novembre 2010, viene chiamato in Procura a Palermo dal pm Ingroia per un interrogatorio nel quale ha risposto ad alcune domande riguardanti l'avvocato Niccolò Amato, ex direttore del DAP di Palermo. In merito Ciancimino ha dichiarato che Amato, dopo essersi dimesso dal DAP e dalla magistratura nel giugno 1993, divenne il legale del padre Vito su indicazione del generale Mori. Amato fu autore nel 1993 di un documento inviato all'allora ministro della Giustizia Giovanni Conso, nel quale proponeva la revoca del carcere duro (41 bis) per i mafiosi onde evitare altre stragi. Conso decise, tra il maggio e il novembre del 1993, di revocare il carcere duro a circa 300 detenuti.

### Rapporti con il ministro Romano
Nell'ottobre 2011 il giudice per le indagini preliminari di Palermo chiede alla Camera dei deputati di poter utilizzare delle intercettazioni telefoniche, nelle quali si evincerebbe che Francesco Saverio Romano, allora Ministro delle politiche agricole, alimentari e forestali fosse stato componente di un «comitato d'affari» impegnato a tutelare gli interessi del gruppo Gas, facente riferimento a Massimo Ciancimino e al tributarista Gianni Lapis, prestanome dei Ciancimino. Il 21 dicembre dello stesso anno anche la Camera dopo la Giunta concede con voto segreto chiesto dal gruppo Popolo e Territorio l'uso delle intercettazioni nel processo a Palermo che vede indagato Romano per concorso esterno in associazione mafiosa con 286 si, 260 no e 4 astenuti. Il 17 luglio 2012, dopo che la Procura di Palermo aveva chiesto per lui otto anni di reclusione per concorso esterno in associazione di tipo mafioso, è stato assolto poiché la prova manca, è incerta o contraddittoria.

## Procedimenti giudiziari e condanne penali e civili

### Condanna per intestazione fittizia di beni, riciclaggio e tentata estorsione
Il 10 marzo 2007 è stato condannato in primo grado a 5 anni e 8 mesi di reclusione dal tribunale di Palermo per il reato di riciclaggio. L'accusa è quella di aver gestito, insieme agli altri imputati nel processo (la madre del Ciancimino e gli avvocati Giorgio Ghiron e Gianni Lapis, anch'essi condannati), l'ingente patrimonio (si parla di diverse decine di milioni di euro) illecitamente accumulato da Vito Ciancimino, ex sindaco di Palermo condannato per mafia. Il 30 dicembre 2009, la Corte d'Appello di Palermo ha assolto Massimo Ciancimino per il reato di tentata estorsione e ha riconosciuto le attenuanti generiche per la sua collaborazione; la condanna è stata ridotta a 3 anni e 4 mesi per gli altri capi di imputazione e, ritenendo credibili le affermazioni in merito ad alcune irregolarità processuali, la corte ha trasmesso gli atti alla Procura della Repubblica per ulteriori accertamenti.
La condanna a 2 anni e 8 mesi per riciclaggio diviene definitiva nel 2011, ma non viene scontata grazie all'indulto.

### Concorso in associazione mafiosa, arresto e condanne per calunnia
Il 25 ottobre 2010 i magistrati hanno comunicato a Massimo Ciancimino di essere stato iscritto nel registro degli indagati per concorso in associazione mafiosa. Ciancimino sarebbe accusato di aver fatto da tramite tra suo padre e i capimafia (tra cui Provenzano) consegnando lettere e pizzini. Il 21 aprile 2011 la Direzione Investigativa Antimafia di Palermo ha arrestato Massimo Ciancimino: è accusato di avere consegnato ai magistrati un falso documento in cui si fa il nome dell'ex capo della polizia Gianni De Gennaro tra i personaggi delle istituzioni che avrebbero avuto un ruolo nella trattativa Stato-mafia. Il 24 luglio 2012 la Procura di Palermo, sotto il procuratore aggiunto Antonio Ingroia, ha chiesto il rinvio a giudizio di 12 indagati, tra cui Ciancimino accusato di "concorso esterno in associazione mafiosa" e "calunnia" nei confronti di De Gennaro. Il 29 ottobre seguente inizia il processo con l'udienza preliminare. Il 20 novembre Ciancimino, insieme agli imputati Mancino, Mannino, Subranni, Dell'Utri e Mori, non si presenta alla terza udienza.
Il 18 marzo 2016, il Tribunale di Palermo, I sezione civile, lo condanna per la prima volta per calunnia e dispone un risarcimento di 50 000 euro in favore di Rosario Piraino, agente dell'AISI. Ciancimino lo aveva accusato di averlo minacciato, ma le sue accuse furono smentite e il Tribunale ha accertato la sua consapevolezza di accusare un innocente.
Il 30 gennaio 2017 la condanna per calunnia viene confermata anche dal Tribunale di Bologna, I sezione penale, che gli infligge 3 anni e 6 mesi di reclusione, e gli impone un risarcimento nei confronti dello Stato Italiano per euro 20 000,00 oltre alle spese legali, che vanno ad aggiungersi ai 50 000,00 già dovuti a Rosario Piraino. Pochi giorni prima il Ciancimino era stato già arrestato e si trovava recluso al Pagliarelli di Palermo. Nella sentenza il Tribunale ha accertato che Massimo Ciancimino si inventò le minacce di Rosario Piraino con lo scopo di "mantenere il proprio status di dichiarante e di creare intorno a sé una situazione di tensione e minaccia da spendere utilmente nei confronti delle forze dell'ordine e degli inquirenti". "Dunque" -  ha ricapitolato il giudice - "i fatti narrati da Ciancimino e attribuiti a Piraino non sono stati commessi, e non possono essere stati commessi, da Piraino, semplicemente perché era altrove, se non anche, ed ancor prima, i fatti narrati da Ciancimino non sono stati commessi da alcuno, semplicemente perché sono fatti inesistenti, inventati o autoprodotti dall'imputato".
Il 6 marzo 2017 subisce il pignoramento dei beni per non aver voluto adempiere spontaneamente al pagamento del risarcimento di 50 000 euro in favore di Rosario Piraino.
Il 16 novembre 2017 viene condannato a sei anni di carcere dal tribunale monocratico di Caltanissetta per calunnie nei confronti di Gianni De Gennaro e Lorenzo Narracci.
Condannato in primo grado a 8 anni nel processo della trattativa Stato-mafia, il 13 luglio 2020 viene dichiarata la prescrizione per Ciancimino che rispondeva di calunnia aggravata De Gennaro e concorso in associazione mafiosa e la cui posizione era stata stralciata dai giudici su istanza dei suoi avvocati.
Il 26 gennaio 2021, con sentenza n. 89/2021, la Corte di Appello di Palermo, I sezione civile, respinge l'appello proposto da Ciancimino avverso la condanna per calunnia inflittagli nel 2016 dalla prima sezione civile del Tribunale di Palermo. La Corte,  oltre a confermare il risarcimento di 50 000 euro in favore dell'ex agente A.I.S.I., Rosario Piraino, infligge a Ciancimino l'ulteriore sanzione di 8 000 euro per "lite temeraria" da versare alla vittima della calunnia. Ciancimino dovrà anche pagare all'erario il doppio del contributo unificato per aver promosso un appello temerario. Nelle motivazioni della Corte emerge il movente che ha spinto Ciancimino a mentire e ad accusare un innocente: "l'interesse di accreditarsi presso l’Autorità giudiziaria quale bersaglio della consorteria mafiosa, onde dimostrare di esserne vittima, e non partecipe, in tale quadro dovendosi collocare la denuncia da parte dello stesso di numerosi atti intimidatori contro la sua persona, rivelatisi poi non veri”.

### Concorso in riciclaggio di denaro
Dall'ottobre 2012 risulta essere indagato dalla Dda di Roma con l'accusa di concorso in riciclaggio di denaro nell'ambito di un'inchiesta sulla più grande discarica di rifiuti in Europa a Glina, in Romania, del valore di circa 115 milioni di euro e che, secondo gli investigatori, è riconducibile proprio a Ciancimino e farebbe parte del tesoro accumulato dal padre quando era sindaco di Palermo. Decine di milioni di euro sarebbero stati riciclati da Cosa Nostra nella società rumena Ecorec, che gestisce la discarica. Su ordine del procuratore di Roma Giuseppe Pignatone, il 4 ottobre i carabinieri del nucleo tutela ambientale di Roma coordinati dal colonnello Sergio De Caprio, meglio noto come “Ultimo”, e dal capitano Pietro Rajola Pescarini, hanno perquisito l'abitazione di Ciancimino a Palermo e di altri imprenditori e prestanome alla ricerca di carte, file e documenti sulla Ecorec utili alle indagini avviate dai pm Delia Cardia e Antonietta Picardi.
La vendita della società rumena, acquistata con i fondi della vendita del Gruppo Gas, avviata per disperdere le tracce e apparentemente accantonata nel 2011, sarebbe adesso, secondo le indagini, prossima alla conclusione. Gli altri indagati sono persone incaricate di vendere e acquistare società che facevano capo sempre a Ciancimino junior: Raffaele Valente (titolare dell'82% delle quote della Ecorec), il prestanome Sergio Pileri, Claudio Imbriani (l'altro prestanome con precedenti per associazione a delinquere finalizzata alla truffa), Nunzio Rizzi (presidente della Ecovision, la società di diritto lussemburghese che sta trattando da mesi l'acquisto della discarica), Gabrio Caraffini (di recente arrestato per bancarotta fraudolenta in un'altra inchiesta), il gestore della discarica Victor Dombrovschi, Santa Sidoti e suo marito Romano Tronci, un tempo legato al Partito Comunista e vecchio amico di don Vito. Sarebbero stati proprio Tronci e la Sidoti a tenere le fila delle comunicazioni tra Palermo e Bucarest.
Che il tesoro di Don Vito fosse finito in Romania era già emerso chiaramente in un'altra d'indagine della Procura di Palermo, che aveva scoperto come il Ciancimino junior, con l'aiuto di Giorgio Ghiron e del commercialista Gianni Lapis avesse investito in vari business energetici parte dei soldi del padre: tutti furono condannati in via definitiva per riciclaggio e intestazione fittizia. L'indagine sulla discarica sul patrimonio occulto era partita nel 2007 e la Procura di Palermo ne aveva chiesto l'archiviazione il 14 aprile 2011 poiché secondo i pm "le indagini non hanno consentito di acquisire elementi sufficienti per sostenere l'accusa in giudizio". Il gip Piergiorgio Morosini l'anno dopo aveva però respinto la richiesta, ordinando ulteriori approfondimenti in Romania.
Intanto la Procura dell'Aquila e il NOE intercettavano gli stessi personaggi indagati in Sicilia. L'inchiesta è poi finita a Roma. I carabinieri hanno svolto per mesi attività di intercettazione e pedinamento, filmando incontri e ricostruendo i dettagli della tentata operazione di riciclaggio. In merito Ciancimino ha dichiarato: "Sono sorpreso di quest'ennesima perquisizione relativa a una vicenda su cui sta già indagando la procura di Palermo. Non capisco su quali basi i pm romani abbiano la competenza sull'inchiesta". Sono perplesso sul fatto che a coordinare l'indagine sia il colonnello 'Ultimo' che più volte si è espresso sulla mia persona definendomi delinquente e mafioso".

### Condanna per detenzione di esplosivo
Il 23 gennaio 2017 viene condannato in via definitiva dalla Cassazione per detenzione e porto di esplosivi, peraltro ad altissimo potenziale, che deteneva nel giardino di casa a Palermo. Con questa sentenza Ciancimino dovrà scontare anche i 2 anni e 8 mesi della precedente condanna per riciclaggio, in quanto decadono i benefici dell'indulto.